# Kurumi Nara
Kurumi Nara (Japans: 奈良くるみ, Nara Kurumi) (Kawanishi, 30 december 1991) is een tennisspeelster uit Japan. Zij is voornamelijk actief in het enkelspel.

## Loopbaan
In 2006 speelde Nara haar eerste ITF-toernooi in Japan, maar in 2007 speelde zij niet. In 2008 won zij het ITF-toernooi van Hamanaka (Japan) en in 2009 het ITF-toernooi van Obihiro (Japan), beide op tapijt in de open lucht. Daarna volgden drie titels op $50.000-toernooien op hardcourtbanen in de Verenigde Staten: Lexington KY (2010), Grapevine TX (2011) en Portland OR (2013).
In het dubbelspel won zij in Japan drie ITF-titels in 2008 en 2009, op tapijt in de open lucht.
In 2009 speelde zij voor het eerst op een WTA-hoofdtoernooi, op het toernooi van Osaka. Zij bereikte er de tweede ronde.
In 2014 won zij de enkelspeltitel op het WTA-toernooi van Rio de Janeiro. Dit was de eerste WTA-finale van haar tennisloopbaan. Door deze toernooiwinst kwam zij binnen op de top 50 van de WTA-ranglijst in het enkelspel.
In 2018 won zij nog een zesde ITF-titel, in Gifu (Japan).
In de periode 2011–2020 maakte Nara deel uit van het Japanse Fed Cup-team – zij behaalde daar een winst/verlies-balans van 12–8.

## Posities op deWTA-ranglijst
Positie per einde seizoen:
| jaar | rang enkelspel | rang dubbelspel |
| ---- | -------------- | --------------- |
| 2008 | 463            | –               |
| 2009 | 174            | 247             |
| 2010 | 131            | 1018            |
| 2011 | 144            | 491             |
| 2012 | 157            | 1229            |
| 2013 | 76             | 366             |
| 2014 | 44             | 255             |
| 2015 | 83             | 148             |
| 2016 | 78             | 258             |
| 2017 | 101            | 427             |
| 2018 | 167            | –               |
| 2019 | 144            | 542             |
| 2020 | 159            | 948             |

## Resultaten grandslamtoernooien
| Legenda | Legenda                          |
| ------- | -------------------------------- |
| g.t.    | geen toernooi gehouden           |
| l.c.    | lagere categorie                 |
| –       | niet deelgenomen                 |
| G       | uitgeschakeld in de groepsfase   |
| 1R      | uitgeschakeld in de eerste ronde |
| 2R      | uitgeschakeld in de tweede ronde |
| 3R      | uitgeschakeld in de derde ronde  |
| 4R      | uitgeschakeld in de vierde ronde |
| KF      | uitgeschakeld in de kwartfinale  |
| HF      | uitgeschakeld in de halve finale |
| F       | de finale verloren               |
| W       | het toernooi gewonnen            |
| w-v     | winst/verlies-balans             |

### Enkelspel
| toernooi        | 2010 |    | 2013 | 2014 | 2015 | 2016 | 2017 | 2018 | 2019 | 2020 |
| --------------- | ---- | -- | ---- | ---- | ---- | ---- | ---- | ---- | ---- | ---- |
| Australian Open | –    | –  | 3R   | 1R   | 2R   | 1R   | 1R   | –    | –    |      |
| Roland Garros   | 1R   | –  | 2R   | 2R   | 2R   | 2R   | 1R   | 2R   | –    |      |
| Wimbledon       | 2R   | –  | 2R   | 2R   | 2R   | 1R   | 1R   | –    | g.t. |      |
| US Open         | –    | 3R | 2R   | 2R   | 2R   | 3R   | 1R   | –    | 1R   |      |

### Vrouwendubbelspel
| toernooi        | 2014 | 2015 | 2016 | 2017 |
| --------------- | ---- | ---- | ---- | ---- |
| Australian Open | –    | 1R   | 1R   | 1R   |
| Roland Garros   | 1R   | 1R   | 1R   | 1R   |
| Wimbledon       | 1R   | 2R   | –    | –    |
| US Open         | 1R   | –    | 1R   | –    |

## Palmares
| Legenda                 |
| ----------------------- |
| Grandslamtoernooi       |
| Olympische Spelen       |
| Year-End Championships  |
| Premier Mandatory       |
| Premier Five / WTA 1000 |
| Premier / WTA 500       |
| International / WTA 250 |
| Challenger / WTA 125    |

### WTA-finaleplaatsen enkelspel
| nr.              | finale     | toernooi           | ondergrond | tegenstandster       | score         |         |
| ---------------- | ---------- | ------------------ | ---------- | -------------------- | ------------- | ------- |
| gewonnen finales |            |                    |            |                      |               |         |
| 1.               | 2014-02-23 | WTA Rio de Janeiro | gravel     | Klára Zakopalová     | 6-1, 4-6, 6-1 | details |
| verloren finales |            |                    |            |                      |               |         |
| 1.               | 2014-08-03 | WTA Washington     | hardcourt  | Svetlana Koeznetsova | 3-6, 6-4, 4-6 | details |

### WTA-finaleplaatsen vrouwendubbelspel
| nr.              | finale     | toernooi          | ondergrond | partner       | tegenstandsters                 | score    |         |
| ---------------- | ---------- | ----------------- | ---------- | ------------- | ------------------------------- | -------- | ------- |
| gewonnen finales |            |                   |            |               |                                 |          |         |
| geen             |            |                   |            |               |                                 |          |         |
| verloren finales |            |                   |            |               |                                 |          |         |
| 1.               | 2014-08-03 | WTA Washington    | hardcourt  | Hiroko Kuwata | Shuko Aoyama Gabriela Dabrowski | 1-6, 2-6 | details |
| 2.               | 2015-09-20 | WTA Japan (Tokio) | hardcourt  | Misaki Doi    | Chan Hao-ching Chan Yung-jan    | 1-6, 2-6 | details |